# 政府通信总部
政府通信总部（英語：Government Communications Headquarters，缩写为），是英國情报机构和国家安全机关，向外交大臣负责，惟不隶属于英国外交部。和英国安全局（MI5）、秘密情报局（MI6）一同受到联合情报委员会（JIC）的领导。主要职责是向英国政府和英軍提供信号情报（SIGINT）和信息保障。
政府通信总部的前身是建立在第一次世界大战时的政府密码学校，于1946年进行改组。在第二次世界大战期间，学校迁入布莱切利园，进行对德国英格玛机的破译工作。2013年，美国国家安全局外判技术员爱德华·斯诺登披露，英國政府通信总部通过颞颥计划收集英国境内所有的互联网和电话数据。这引发了民众对政府监控的担忧。

## 组织结构
政府通信总部在其主任和一个由执行主任和非执行主任组成的理事会的领导下运作。

## 历史

### 政府密码学校（GC&CS）

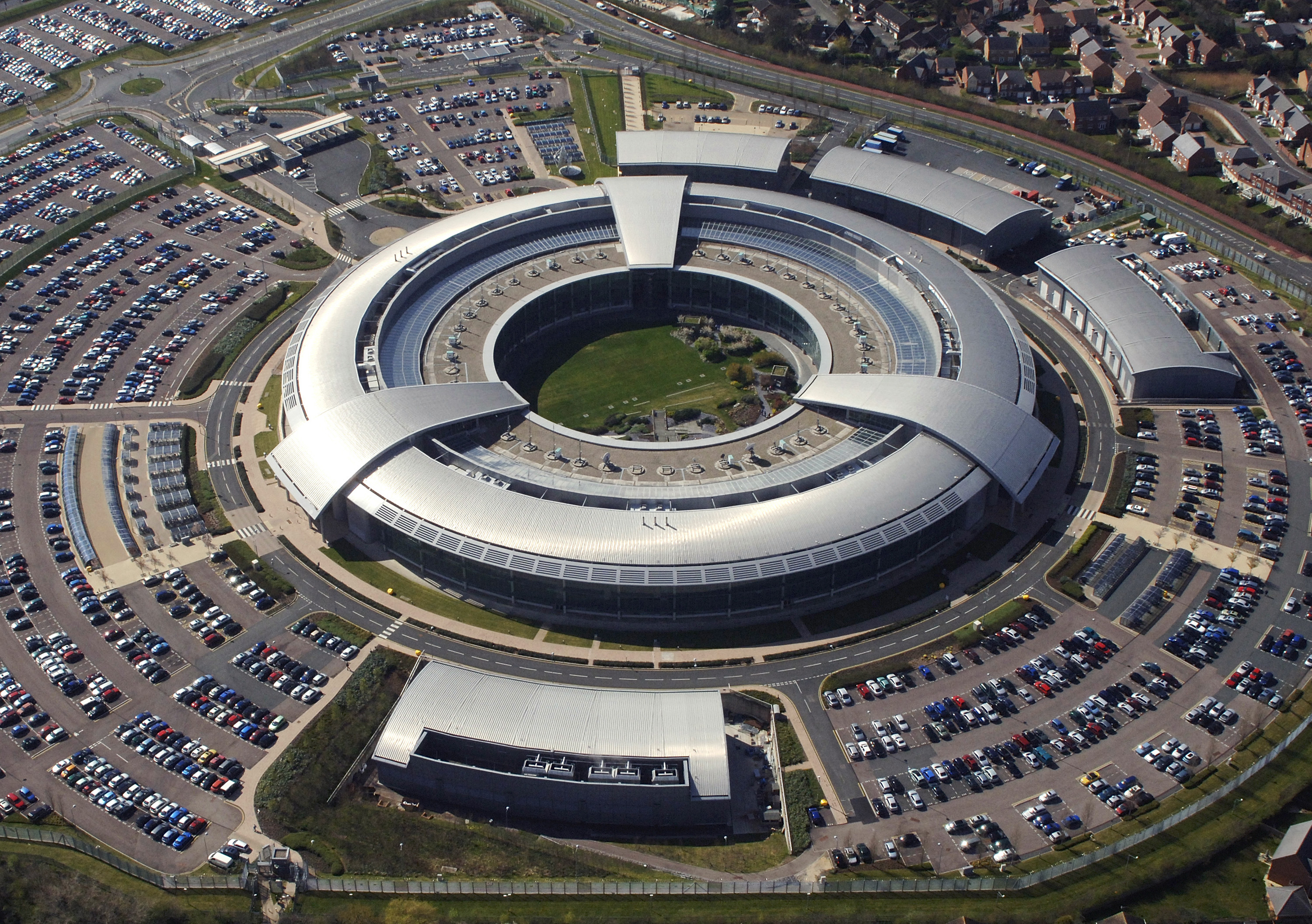
GCHQ的总部大楼，昵称为“甜甜圈”（"The Doughnut"）

在一战期间，英国陆军和英國皇家海軍各自拥有自己的信号情报部门。在1919年，由寇松侯爵为主席的内阁情报委员会建议和平年间的密码破译部门应当成立。结果是陆军和海军的信号情报部门合并成一个新的机构，被命名为政府密码学校（Government Code and Cypher School, GC&CS）。这个新的机构在1919年11月1日正式宣告成立。
布置在远东的外设机构于1935年在香港成立，1939年迁至新加坡。随后因为日军在马来半岛长驱直入，机构内的陆军和空军的破译人员加入设置在印度德里的无线电试验中心，海军的人员则先在科伦坡落脚，后来迁至肯尼亚。
政府密码学校在1946年的6月更名为“政府通信总部”，并沿用至今。

### 第二次世界大战后
政府通信总部在1951年从Eastcote迁到切爾滕納姆的郊区。GCHQ一直保持低调，直到1983年潜入其中的克格勃特工被揭露，这引发了媒体对这个组织的关注。
二战起，英美两国的情报机构就开始共享情报。通过这个途径，GCHQ和美国国家安全局分享并获得情报。
2003年年末，GCHQ搬进了由Gensler事务所设计、Carillion建造的新总部大楼。新总部大楼为环形，所以被人们称为“甜甜圈”（"The Doughnut"）。这座大楼的估计造价为3.37亿英镑，是欧洲第二大的政府部门的大楼。
GCHQ的雇员Katharine Gun于2003年向《观察家报》泄漏了一份从美国国家安全局发给GCHQ，关于在入侵伊拉克议题的投票阶段监听联合国代表的机密邮件。该雇员被解雇，并以违反公务人员保密法案被逮捕，最后检方拒绝提供证据而撤诉。
从爱德华·斯诺登泄漏给《卫报》的文件显示，政府通信总部在2009年二十国集团伦敦峰会期间通过窃听电话、电子邮件和计算机的方式监听外国政要，甚至因为键盘监听程序的植入，峰会结束后有些监听行动依然在进行。
GCHQ还最早从2010年6月起开始拥有进入美国互联网监控项目棱镜计划的权限，该计划据称可以进入谷歌、Facebook、微软、苹果、雅虎和Skype等九家全球顶级互联网公司的系统。 
2014年2月，《卫报》基于斯诺登文件披露，GCHQ不分青红皂白地收集了全球范围内180万雅虎网络摄像头用户的图像。
罗伯特·汉尼根就任GCHQ的主任不久后在《金融时报》上撰文，为该机构的互联网监视行动辩解。

## 国际合作
政府通信总部和全球多个情报机构有着双边或是多边的合作关系。最明显的例子就是通过UKUSA协定的机制，和美国、加拿大、澳大利亚、新西兰组建成情报共享的五眼联盟。

## 情报中心
- 服役中
  - 阿森松岛
  - Bude（英语：GCHQ Bude）
  - 斯卡布罗
- 已关闭
  - 布罗拉（1940~1986）
  - Cheadle（英语：Woodhead Hall）（1925~1995）
  - Culmhead（英语：RAF Culmhead）（1941~1946）
  - Hawklaw（英语：Hawklaw Y Station）（1942~1988）
  - 香港小西湾（1950年代初~1982）

### 引用
1. ↑  GCHQ – Welcome to GCHQ （页面存档备份，存于）, gchq.gov.uk. Retrieved 7 July 2014.
2. ↑  . （原始内容存档于2016-05-15）.
3. ↑  Gannon, Paul. . Ian Allen Publishing. 2011. ISBN 978-0-7110-3408-2.
4. ↑  Johnson, 1997, p. 27
5. ↑  Johnson, 1997, p. 45 and Kahn, 1991, p. 82; these sources give different numbers for the initial size of the GC&CS staff
6. ↑  Smith, Michael. . Channel 4 books. 1998: 176. ISBN 0-330-41929-3.
7. ↑  . GCHQ website 'About Us' pages.   [29 June 2006]. （原始内容存档于2006年10月5日）.
8. ↑  Aldrich, 2010, p. 382
9. ↑  Murray, Craig. . Scribner. 16 October 2007: 332. ISBN 978-1416548010.
10. ↑  . BBC News. 19 September 2000. （原始内容存档于2009-02-27）.
11. ↑  Aldrich, 2010, p. 521
12. ↑  卫报: GCHQ intercepted foreign politicians' communications at G20 summits （页面存档备份，存于）, 16 June 2013
13. ↑   (PDF). Intelligence and Security Committee of Parliament. 17 July 2013  [17 December 2013]. （原始内容 (PDF)存档于2014-12-13）.
14. ↑  . BBC. 11 June 2013. （原始内容存档于2015-06-17）.
15. ↑  . 28 February 2014  [2 March 2014]. （原始内容存档于2014-02-27）.
16. ↑  Robert Hannigan. . Financial Times. 3 November 2014  [3 November 2014]. （原始内容存档于2015-03-16）.
17. ↑  Sam Jones and Murad Ahmed. . Financial Times. 3 November 2014  [3 November 2014]. （原始内容存档于2015-04-03）.